# ويلينغتون مارا
ويلينغتون مارا (بالإنجليزية: Wellington Mara)‏ هو ضابط أمريكي، ولد في 14 أغسطس 1916 في نيويورك في الولايات المتحدة، وتوفي بنفس المكان في 25 أكتوبر 2005 بسبب لمفوما.

## وصلات خارجية
- ويلينغتون مارا على موقع إن إن دي بي (الإنجليزية)